# Калцијум-сулфид
Калцијум-сулфид је неорганско хемијско једињење хемијске формуле CaS.

## Физичка и хемијска својства
Када је чист, калцијум-сулфид је бели прах постојан на ваздуху без присуства влаге. У присуству влаге, а под утицајем угљен-диоксида, изгледа да настаје водоник-сулфид који се може препознати по мирису. То је оно што ову супстанцу чини потенцијално опасном.
Калцијум-сулфид показује изразиту фосфоресценцију, али само ако садржи незнатне трагове металних примеса, као што је бизмут.
Вода хидролизује калцијум-сулфид и тада се ствара смеша Ca(SH)2, 2, и Ca(SH)(OH).
{\displaystyle {\ce {CaS + H2O -> Ca(SH)(OH) + H2S}}}
{\displaystyle {\ce {Ca(SH)(OH) + H2O -> Ca(OH)2 + H2S}}}
| Особина                  | Вредност |
| ------------------------ | -------- |
| Партициони коефицијент ( | 0,6      |
| Растворљивост (logS, log(mol/L))        | 2,0      |
| Поларна површина (PSA, Å2)  | 95,5     |

## Добијање
- Један је од продуката Леблановог процеса.[4]
- Загревањем гашеног креча у атмосфери водоник-сулфида.[4]
- Редукцијом сулфата угљеником.[4]

{\displaystyle {\ce {CaSO4 + 2 C -> CaS + 2 CO2}}}
и може да реагује даље:
{\displaystyle {\ce {3 CaSO4 + CaS -> 4 CaO + 4 SO2}}}

## Полисулфиди
Калцијум-полусулфиди се граде када се кречно млеко кува са сумпором. 
{\displaystyle {\ce {Ca(OH)2 + 10S -> 2CaS4 + CaS2O3 + 3H2O}}}
Тетрасулфид даље са вишком сумпора гради пентасулфид.